# Paesaggio (Seurat)
Paesaggio è un dipinto a olio su tavola (16x24,5 cm) realizzato nel 1885 dal pittore Georges-Pierre Seurat.
È conservato nel Musée des Beaux-Arts di Lilla.
Seurat realizza questo dipinto durante un viaggio a Grandcamp (Normandia) nell'estate del 1885.